# Sixten Garström
Sven Sixten Erik Garström, född 28 april 1927 i Lidköping, död 2 september 1992, var en svensk jurist som var lagman i Norrtälje tingsrätt från 1987 till sin död 1992.
Garström blev juris kandidat vid Uppsala universitet 1955 och genomförde sin tingstjänstgöring 1955-1958 innan han blev fiskal i Göta hovrätt 1959. Han blev rådman i Katrineholm 1970, hyresråd i Stockholm 1972, hovrättsråd i Svea hovrätt 1985 och var lagman i Norrtälje tingsrätt 1987-1992.
Garström var son till konditor Eric Herman Garström och han maka Anna, född Böhmer.